# 8-й избирательный округ штата Вашингтон
8-й избирательный округ штата Вашингтон — избирательный округ Палаты представителей США, расположенный на западе штата. Он включает в себя восточные части округов Кинг и Пирс и пересекает Каскадные горы, включая округа Шелан и Киттитас. Западная часть округа включает пригородные районы Саммамиша, Иссакуа и Оберна. На восточной стороне расположены сельские поселения Уэнатчи, Ливенворт и Элленсбург. В настоящее время округ представляет демократ Шрайер, которая была впервые избрана на эту должность в 2018 году.

## Создание
8-й избирательный округ был создан после изменения границ избирательных округов в 1980 году. В течение первых 30 лет центром округ был район Истсайд города Сиэтл. После 2010 года штат перевел большую часть Истсайда в 9-й округ, в связи с изменением численности населения. Чтобы компенсировать потерю населения, районы к востоку от Каскадных гор были переведены в 8-й округ.
В течение первых 35 лет округ возглавляла республиканская партия. До изменения границ в 2011 году округ имел одну особенность: согласно индексу Cook PVI, демократы имели существенное преимущество, однако на протяжении всей своей истории в Конгресс избирались только республиканцы. После изменений границ в 2010 году, PVI округа стал равнозначным. Череда побед республиканцев закончилась на выборах 2018 года.

## История недавних выборов

### 2004
В 2004 году республиканец Дэйв Райкерт, в то время занимавший пост шерифа округа Кинг, победил демократа Дэйва Росса с результатом "52% - 48%" в борьбе за пост, который ранее в течение 12 лет занимала Дженнифер Данн. В том году избиратели округа отдали предпочтение кандидату в президенты от демократов Джону Керри.

### 2006
В 2006 году бывший руководитель программ Microsoft и демократ Дарси Бернер бросила вызов Райхерту. Влиятельный аналитик выборов Чарли Кук включил данную борьбу в список конкурентных или потенциально конкурентных гонок в Палату представителей, за которыми нужно следить в 2006 году. В данный список 68 пар, и пара "Бернер-Райхерт" была причислена к категории "Орел-решка" (т.е. любая из сторон имеет хорошие шансы на победу). Бернер была одной из 22 претендентов в Палату представителей, отобранных Демократическим комитетом по выборам в Конгресс (ДКВК) для помощи в сборе средств в рамках программы "Red to Blue". Целью данной программы было устранение уязвимых инкумбентов-республиканцев по всей стране.
По итогу Райхерт выиграл выборы, победив Бернер всего на 7 341 голос из более чем 250 000 поданных. Исход гонки был определен через неделю после выборов, так как в восточной части округа произошло сильное наводнение, что задержало подсчет бюллетеней для заочного голосования.

### 2008
На выборах в 2008 году Райхерт снова вступил в борьбу с Бернер, которую многие наблюдатели за выборами назвали одной из самых напряженных в стране. В этот раз Райхерт победил Бернер с результатом "53% - 47"%. Что касается президентских выборов, то в данном округе демократ Барак Обама  получил наибольшее количество голосов, победив Джона Маккейна (57 - 42%).

### 2010
На выборах в 2010 году Райхерт и демократ Сюзан ДельБене быои выбраны в качестве представителей партий на выборах в штате, набрав 47,2% и 26,9% голосов соответственно. На общих выборах Райхерт одержал победу над ДельБене с результатом "52,1% - 47,9%". На этих выборах Райхерт победил в округах Кинг и Пирс и потерял несколько важных спонсоров, включая газету The Seattle Times, которая поддерживала Сюзан ДельБене и Тима Диллона на внутрипартийных выборах.

### 2012
На выборах в 2012 году Райхерт боролся за место против демократа Карен Портерфилд, помощницы декана и преподавателя государственного управления в университете Сиэтла. Джеймс Уиндл из Сноквалми Пасс также баллотировался против Райхерта кав качестве независимого кандидата, однако выбыл из гонки в августе 2012 года.

### 2014
На выборах в 2014 году Райхерт победил демократа Джейсона Ричи.

### 2016
На выборах в 2016 году Райхерт победил демократа Тони Вентрелла, по совместительству бывшего спортивного телеведущего. Вентрелла не думал, что мог победить других кандидатов, и выбыл из предвыборной гонки в июле 2016 года для того, чтобы возобновить свою кампанию на всеобщих выборах.

### 2018
В сентябре 2017 года Райхерт объявил, что не будет добиваться переизбрания Бывший сенатор штата и кандидат в губернаторы Дино Росси и Ким Шрайер стали представителями своих партий На  выборах Шрайер победила Росси, получив 52% голосов и став первым демократом, представляющим данный округ .

### 2020
Шрайер победила республиканца Джесси Дженсена, набрав 52% голосов.

## Результаты президентских гонок
| Год  | Выборы    | Результат                     |
| ---- | --------- | ----------------------------- |
| 1984 | Президент | Рональд Рейган (Р) 62 — 37 %  |
| 1988 | Президент | Джордж Буш (Р) 56 — 43 %      |
| 1992 | Президент | Билл Клинтон (Д) 38 — 34 %    |
| 1996 | Президент | Билл Клинтон (Д) 47 — 41 %    |
| 2000 | Президент | Эл Гор (Д) 49 — 47 %          |
| 2004 | Президент | Джон Керри (Д) 51 — 48 %      |
| 2008 | Президент | Барак Обама (Д) 57 — 42 %     |
| 2012 | Президент | Барак Обама (Д) 50 — 48 %     |
| 2016 | Президент | Хиллари Клинтон (Д) 48 — 45 % |
| 2020 | Президент | Джо Байден (Д) 52-45 %        |

## Список представителей округа
| Представитель                            | Партия          | Года                          | Конгресс                                  | Электоральная история | Расположение округа                            |
| ---------------------------------------- | --------------- | ----------------------------- | ----------------------------------------- | --- | ---------------------------------------------- |
| Округ был сформирован 3 января 1983 года |                 |                               |                                           | |                                                |
| Род Чендлер (Редмонд)                    | Республиканская | 3 января 1983 — 3 января 1993 | 98-й 99-й 100-й 101-й 102-й               | Был избран в 1982 году. Был переизбран в 1984, 1986, 1988, 1990 годах. Ушел в отставку, чтобы участвовать в выборах на пост сенатора США. | 1985-1993 Части Кинга и Пирса                  |
| Дженнифер Данн (Белвью)                  | Республиканская | 3 января 1993 — 3 января 2005 | 103-й 104-й 105-й 106-й 107-й 108-й       | Была избрана в 1992 году. Была переизбрана в 1994, 1996, 1998, 2000, 2002 годах. Ушла на пенсию.                                          | 1993-2013 Части Кинга и Пирса                  |
| Дэйв Райхерт (Оберн)                     | Республиканская | 3 января 2005 — 3 января 2019 | 109-й 110-й 111-й 112-й 113-й 114-й 115-й | Был избран в 2004 году. Был переизбран в 2006, 2008, 2010, 2012, 2014, 2016 годах. Ушел на пенсию.                                        | 2013-н.в. Шелан и Киттитас Части Кинга и Пирса |
| Ким Шрайер (Саммамиш)                    | Демократическая | 3 января 2019 — н.в.          | 116-й 117-й 118-й                         | Была избрана в 2018 году. Была переизбрана в 2020 году. Была переизбрана в 2022 году.                                                     | 2013-н.в. Шелан и Киттитас Части Кинга и Пирса |

## Внешние ссылки
- Комиссия по перераспределению штата Вашингтон
- Найдите свой новый округ конгресса: карта с возможностью поиска, The Seattle Times (13 января 2012)